# المعزاب (مدينة حجة)

تعديل مصدري - تعديل

المعزاب هي إحدى قرى عزلة حملان بمديرية مدينة حجة التابعة لمحافظة حجة، بلغ تعداد سكانها 105 نسمة حسب تعداد اليمن لعام 2004.